# Glaciar Academy
El glaciar Academy   es un gran glaciar en la Antártida que se encuentra en las montañas Pensacola, escurriendo hacia el noroeste entre las cadenas Patuxent y Neptune para entrar en la corriente de hielo Foundation.
Fue cartografiado por el USGS a partir de relevamientos de fotografías aéreas de la US Navy en 1956-66, y fue nombrado por el US-ACAN en honor a la United States National Academy of Sciences que desempeñó un importante rol en la planificación del programa norteamericano de exploración de la Antártida.